# РПГ-30
РПГ-30 «Крюк» (индекс ГРАУ — 7П53) — российская реактивная граната, калибра 105 миллиметров и одноразовый гранатомёт.
Предназначена для борьбы со всеми современными основными танками, оснащёнными некоторыми средствами активной защиты и динамической защиты. Одноразового применения. Имеет инновационную для ручных противотанковых гранатомётов бикалиберную конструкцию с использованием имитатора цели для преодоления активной защиты. Разработан конструкторами НПО «Базальт», принят на вооружение Вооружённых сил Российской Федерации (ВС России), в 2012 году. Ожидается, что помимо поставок в ВС России, будет разрешён и экспорт данного гранатомёта.

## Конструкция
Конструктивно РПГ-30 представляет собой две параллельные трубы, в которых находятся реактивные снаряды. Выходы труб закрыты лепестковыми резиновыми мембранами. Устройства прицеливания и спусковой механизм единый. Гранатомёт имеет механический откидной прицел.
В большей по диаметру трубе размещена основная тандемная кумулятивная реактивная противотанковая граната ПГ-30 калибра 105 мм. Во многом эта граната аналогична реактивному снаряду более раннего гранатомёта РПГ-29, который по сообщениям в реальных боевых условиях поразил 2 раза (один раз в корму корпуса и один раз в борт башни) иракские танки М1 «Абрамс». Подтверждений или доказательств пробития лобовой брони танков не обнаружено.
В меньшей по диаметру трубе расположен реактивный снаряд-имитатор цели. Снаряд имеет идентичные с основной гранатой траекторию и радиолокационную сигнатуру и классифицируется комплексами активной защиты, как атакующая танк реактивная граната, вызывая их срабатывание.

## Принцип работы
Гранатомёт «Крюк» предназначен для поражения современного броневого и танкового вооружения и техники (БТВТ) с малых дистанций. Приведение в боевое положение гранатомёта осуществляется поднятием планки прицела и взведением спускового механизма.
Находясь на дистанции выстрела до танка противника, гранатомётчик прицеливается и нажимает на спуск. При этом происходит срабатывание метательных зарядов обоих снарядов. Меньший по размеру имитатор цели выходит из ствола первым, а после этого с небольшой задержкой — основная граната ПГ-30.
Приближающийся к танку имитатор цели обнаруживается комплексом активной защиты, классифицируется как атакующая граната и вызывает срабатывание комплекса активной защиты. Противоснаряд комплекса активной защиты направленным полем осколков или взрывной волной уничтожает имитатор цели. Так как большинство комплексов активной защиты разрабатываются на основании требований минимизации сторонних разрушений, дабы не повредить свою технику или пехоту, то область поражения у них относительно мала и не способна поразить идущую следом основную боевую часть.
Образовавшееся после уничтожения имитатора цели облако осколков и плазмы взрыва ослабляет зондирующие радиоволны обнаружителя КАЗ на несколько миллисекунд. 
Для повторного поражения средства нападения на той же траектории некоторым комплексам активной защиты танка требуется перезарядка или перенацеливание противоснарядов. По этой причине на одном направлении некоторые из комплексов активной защиты не могут повторно поразить угрозу менее чем через 0,2 — 0,4 секунды после первой атаки. Однако существуют комплексы, не требующие перезарядки после срабатывания ввиду наличия нескольких одновременно готовых к срабатыванию снарядов, например Rheinmetall APS или КАЗ Заслон . Быстродействие таких комплексов составляет микросекунды, что в тысячи раз быстрее, чем основная граната долетит до цели.
После достижения брони танка или другой бронемашины, первым  детонирует лидирующий заряд — этот подрыв вызывает срабатывание динамической защиты бронетехники и открывает основную металлическую броню танка. Главный кумулятивный снаряд должен пробивать основной слой брони, поражать экипаж и оборудование внутри танка, что может вызывать пожар и детонацию боекомплекта.

## Защита
В 2012 году сайт Армии обороны Израиля сообщил, что военно-промышленная корпорация Rafael разработала систему защиты «Trench Coat» от РПГ-30 в дополнение к существующей Trophy. Он состоит из 360-градусного радара, обнаруживающего все угрозы и запускающего 17 снарядов, один из которых должен поразить приближающуюся ракету.

## На вооружении
- Россия: в 2013 году закуплено 1000 РПГ-30 на общую сумму в 83 миллиона рублей для Южного и Центрального округов[8]